# Автошлях Т 1615
Автошля́х Т 1615 — автомобільний шлях територіального значення в Одеській області. Проходить територією Роздільнянського та Березівського районів через Великоплоське — Новопетрівку — Цебрикове — Знам'янку — Березівку. Загальна довжина — 118,6 км.

## Маршрут
Автошлях проходить через такі населені пункти:
| Автошлях Т 1615       |              |
| Одеська область       |              |
| Роздільнянський район |              |
| Великоплоське         |              |
| Великоплоске          |              |
| Малоплоске            |              |
| Орел                  |              |
| Тростянець            |              |
| Новопетрівка          | Р33          |
| Вакарське             |              |
| Поплавка              |              |
| Новоборисівка         |              |
| Цебрикове             |              |
| Малоцебрикове         |              |
| Цибулівка             |              |
| Малозименове          |              |
| Березівський район    |              |
| Знам'янка             | Т 1634E95М05 |
| Михайлопіль           | Р71          |
| Силівка               |              |
| Кринички              |              |
| Данилівка             |              |
| Ставкове              |              |
| Раухівка              |              |
| Березівка             | Т 1623       |

У межах Роздільнянського району об'єднує 4 громади: Великоплосківську, Великомихайлівську, Новоборисівську та Цебриківську.